# Колібрі синьобородий

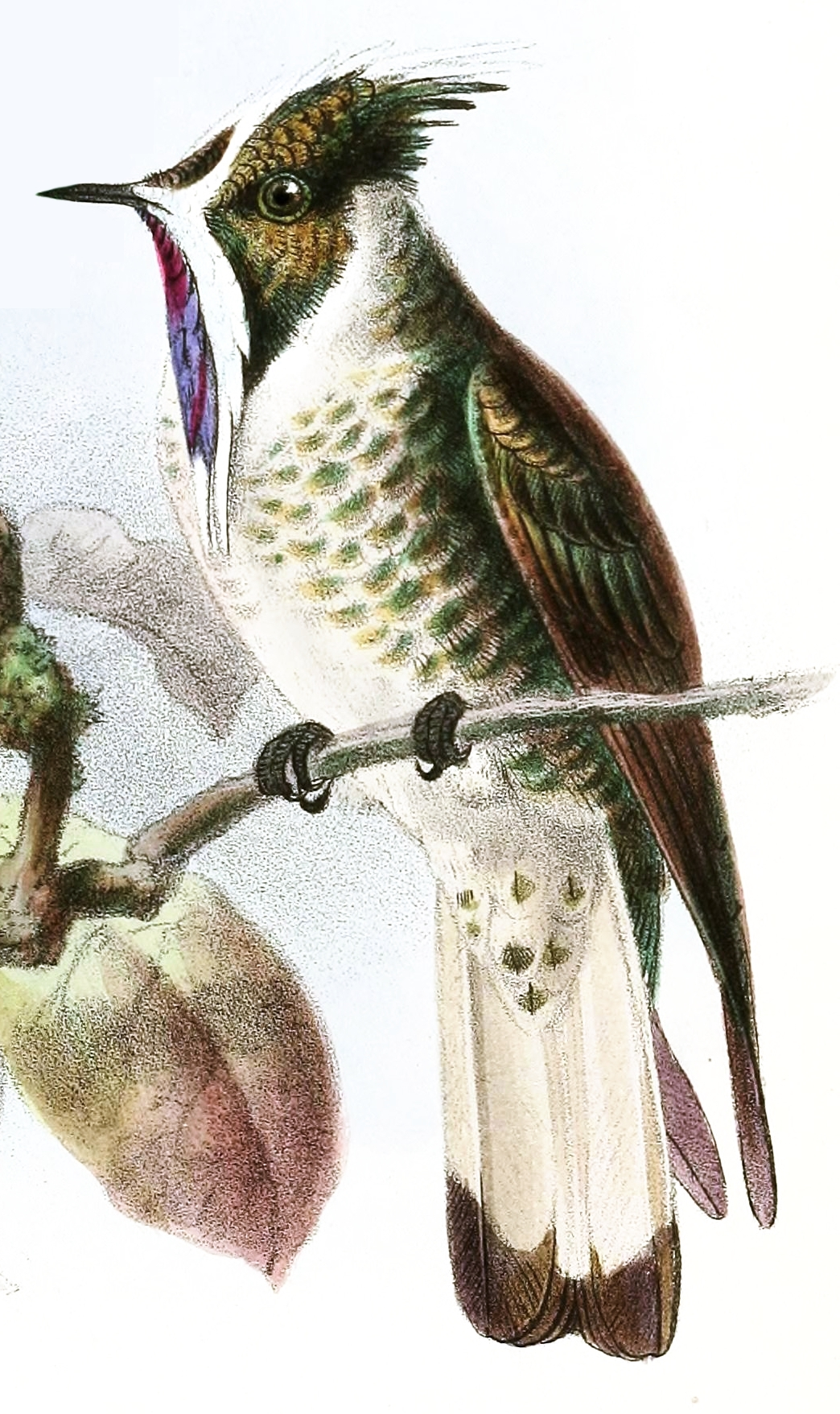
Синьобородий колібрі

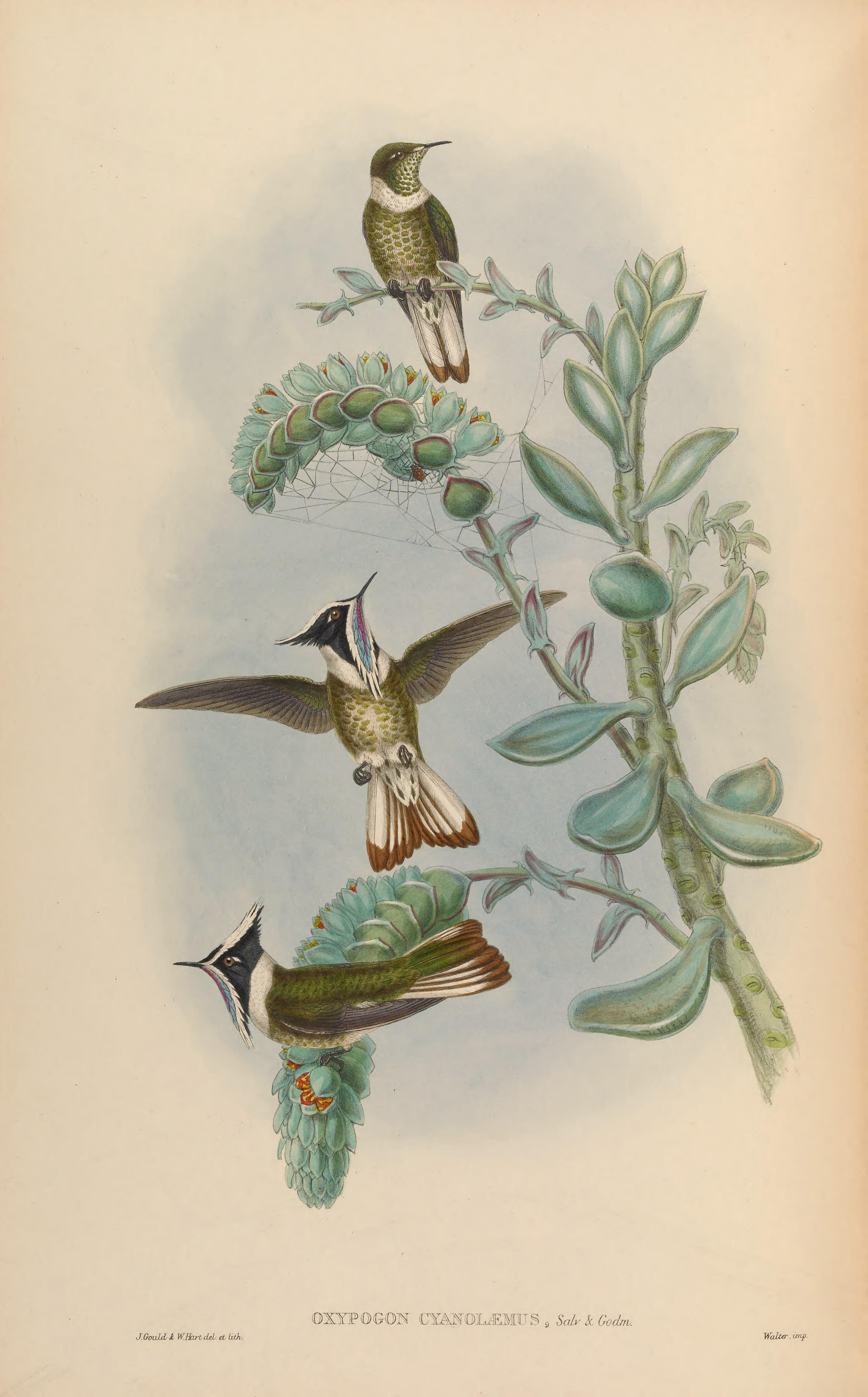
Синьобороді колібрі

Колі́брі синьобородий (Oxypogon cyanolaemus) — вид серпокрильцеподібних птахів родини колібрієвих (Trochilidae). Ендемік Колумбії. Раніше вважалися конспецифічним зі строкаточубим колібрі, однак був визнаний окремим видом.

## Опис
Довжина птаха становить 11,2-12,7 см. У самців голова чорна, окаймлена широким білим коміром. На голові у них є довгий чорно-білий чуб. Під дзьобом тонкі білі пера формують "бороду", посередині розділену пурпурово-синьою смугою. Верхня частина тіла оливково-зелена, нижня частина тіла охриста, поцяткована оливковими плямами, нижні покривні пера хвоста білувато-охристі. Хвіст відносно довгий, роздвоєний, центральні стернові пера бронзово-оливкові, решта білі з кремово-бронзовими краями і кінчиками. Нижня сторона хвоста кремова з широкими оливковими відтінком. Дзьоб дуже короткий, прямий, чорний, довжиною 8 мм.
Самиці мають подібне забарвлення, однак чуб і "борода" у них відсутні, забарвлення загалом більш тьмяне, горло біле. Забарвлення молодих птахів є подібне до забарвлення самиць, однак біла пляма на горлі у них відсутня.

## Поширення і екологія
Синьобороді колібрі є ендеміками гірського масиву Сьєрра-Невада-де-Санта-Марта, розташованого на півночі Колумбії. Вони живуть на високогірних луках парамо, на висоті від 3000 до 5200 м над рівнем моря, переважно на висоті до 4800 м над рівнем моря. Живляться нектаром квітучих трав і чагарників, зокрема Libanothamnus occultus.

## Збереження
МСОП класифікує цей вид як такий, що перебуває під загрозою зникнення. Синьобороді колібрі були відомі лише за 62 зразками, зібраними з 1879 по 1946 рік, поки не були повторно відкриті у 2015 році. За оцінками дослідників, популяція цього виду становить від 50 до 250 дорослих птахів. Синьобороді колібрі є рідкісними птахами, яким загрожує знищення природного середрвища.